# موش چوب آنگولایی
موش چوب آنگولایی (نام علمی: Hylomyscus carillus) نام یک گونه از زیرخانواده نیاموشان است. پراکنش این گونه فقط در آنگولا گزارش شده است. زیستگاه اش جنگل می‌باشد.